# Walckenaeria fallax
Espèce
Walckenaeria fallax est une espèce d'araignées aranéomorphes de la famille des Linyphiidae.

## Distribution
Cette espèce est endémique du Canada. Elle se rencontre en Nouvelle-Écosse, au Québec, en Ontario et en Alberta.

## Description
Les mâles mesurent de 2,3 à 2,45 mm.

## Publication originale
- Millidge, 1983 : The erigonine spiders of North America. Part 6. The genus Walckenaeria Blackwall (Araneae, Linyphiidae). The Journal of Arachnology, vol. 11, no 2, p. 105-200 (texte intégral).